# In de ban van het gevaar
In de ban van het gevaar (Engelse titel: All Judgment Fled) is een sciencefictionroman uit 1968 van de Britse schrijver James White. 

## Synopsis
In het boek is niet aangegeven wanneer het zich afspeelt, het zou ieder moment kunnen gebeuren. De mens is (nog steeds) op zoek naar ander buitenaardse intelligentie. Plotseling komt uit het sterrenbeeld Boogschutter een stipje naar voren. Het lijkt af te stevenen op de Aarde. Even plotseling als het zichtbaar is, zo plotseling staat “Het Schip” stil in een baan om de zon, afstand tot de Aarde is 75.000.000 kilometer. Vervolgens komt de mensheid tot de ontdekking dat ze niet weten hoe ze het moeten aanpakken. Het Schip onderneemt verder geen enkele actie. Een tweetal capsules (P1 en P2) wordt de ruimte in geschoten, maar gezien de beperkte ruimte is er vanaf het begin bijna direct aan alles een tekort. Het zal worden nagezonden. Eenmaal aangekomen bij Het Schip is duidelijk dat de bemanning in eerste instantie niet weet hoe het contact te maken. Uiteindelijk wordt besloten in Het Schip in te breken. Dat breekt de bemanning op. Een van de ruimtepakken raakt beschadigd, een nieuwe laat minstens drie maanden op zich wachten. Het Schip lijkt bemand door drie rassen, door de Aardlingen kortweg Een, Twee en Drie genoemd. Bij verdere ontdekkingstochten raken meer pakken beschadigd, zodat de situatie nijpend wordt. Het ras Twee blijkt de meest agressieve van de drie. De Aardlingen gaan toch maar verder met onderzoek. Storende factor is daarbij het thuisfront. Dat geeft bevelen, maar die komen door de afstand steevast te laat en tijd om te reageren heeft men wel, maar die moet die afstand terug weer overbruggen.
Na veel geweld tegen de Twee wordt verondersteld dat die soort de Drie heeft gereduceerd tot slechts nog één “persoon”. De mensen helpen de Drie de Twee uit te roeien, maar drie van die mensen laten daarbij ook het leven. Als de slag is gewonnen dankt de Drie de mensen en vliegt weer de ruimte in. Hij neemt daarbij de drie menselijke lichamelijke overschotten mee en een van de capsules, die makkelijk in het laadruim van Het Schip past.        